# Barbatana notha
Barbatana notha är en insektsart som beskrevs av Delong och Freytag 1969. Barbatana notha ingår i släktet Barbatana och familjen dvärgstritar. Inga underarter finns listade i Catalogue of Life.